# Episodi di Austin & Ally (seconda stagione)
La seconda stagione della serie televisiva Austin & Ally è stata trasmessa negli Stati Uniti d'America dal 7 ottobre 2012 su Disney Channel.
In Italia la stagione è in onda dal 10 maggio 2013 al 29 agosto 2014 su Disney Channel.
| nº | Titolo originale                | Titolo italiano                            | Prima TV USA      | Prima TV Italia  |
| -- | ------------------------------- | ------------------------------------------ | ----------------- | ---------------- |
| 1  | Costumes & Courage              | Realtà e finzione                          | 7 ottobre 2012    | 31 maggio 2013   |
| 2  | Backups & Breakups              | Ballerini e addii                          | 14 ottobre 2012   | 10 maggio 2013   |
| 3  | Magazines & Made-Up Stuff       | Riviste e bugie                            | 28 ottobre 2012   | 24 maggio 2013   |
| 4  | Parents & Punishments           | Genitori e punizioni                       | 4 novembre 2012   | 22 novembre 2013 |
| 5  | Crybabies & Cologne             | Piagnucoloni e colonia                     | 11 novembre 2012  | 17 maggio 2013   |
| 6  | Big Dreams & Big Apples         | Grandi sogni e grandi mele                 | 7 dicembre 2012   | 21 dicembre 2013 |
| 7  | Ferris Wheels & Funky Breath    | Cuor leggero e alito pesante               | 13 gennaio 2013   | 7 giugno 2013    |
| 8  | Girlfriends & Girl Friends      | Fidanzate e amiche                         | 27 gennaio 2013   | 14 giugno 2013   |
| 9  | Campers & Complications         | Un rivale per Austin                       | 17 febbraio 2013  | 21 giugno 2013   |
| 10 | Chapters & Choices              | Istinto e razionalità                      | 24 febbraio 2013  | 28 giugno 2013   |
| 11 | Partners & Parachutes           | Partner e paracadute                       | 17 marzo 2013     | 5 luglio 2013    |
| 12 | Freaky Friends & Fan Fiction    | Amici stravaganti e fan di fiction         | 7 aprile 2013     | 6 dicembre 2013  |
| 13 | Couples & Careers               | Coppie e carriere                          | 5 maggio 2013     | 8 novembre 2013  |
| 14 | Spas & Spices                   | Spa e spezie                               | 19 maggio 2013    | 29 novembre 2013 |
| 15 | Solos & Stray Kitties           | Audizioni e contratti                      | 2 giugno 2013     | 13 dicembre 2013 |
| 16 | Boy Songs & Badges              | Canzoni maschili e distintivi              | 9 giugno 2013     | 20 dicembre 2013 |
| 17 | Tracks & Troubles               | Grossi guai e piccoli bluff                | 23 giugno 2013    | 13 giugno 2014   |
| 18 | Viral Videos & Very Bad Dancing | Video virali e un pessimo modo di ballare  | 14 luglio 2013    | 20 giugno 2014   |
| 19 | Tunes & Trials                  | Giudici e canzoni rubate                   | 19 luglio 2013    | 27 giugno 2014   |
| 20 | Future Sounds & Festival Songs  | Festival mondiale e fiera delle invenzioni | 28 luglio 2013    | 15 novembre 2014 |
| 21 | Sports & Sprains                | Cheerleader e giocatori di basket          | 4 agosto 2013     | 4 luglio 2014    |
| 22 | Beach Bums & Bling              | Barboni da spiaggia e gingilli             | 11 agosto 2013    | 11 luglio 2014   |
| 23 | Family & Feuds                  | Famiglia e faide                           | 1º settembre 2013 | 18 luglio 2014   |
| 24 | Moon Week & Mentors             | Settimana di Moon e mentori                | 15 settembre 2013 | 18 luglio 2014   |
| 25 | Real Life & Reel Life           | Verità nascoste e rock-umentari            | 22 settembre 2013 | 29 agosto 2014   |
| 26 | Fresh Starts & Farewells        | Nuovi inizi e addii                        | 29 settembre 2013 | 29 agosto 2014   |

## Realtà e finzione
- Titolo originale: Costumes & Courage
- Diretto da: Shelley Jensen
- Scritto da: Rick Nyholm

### Trama
Il proprietario della casa discografica di Austin, Jimmy Star, lo invita ad esibirsi alla "Star Records Halloween Party", dove dovrà cantare la nuova canzone di Ally in coppia con Taylor Swift. Ma quando la missione di Dez e Trish di disinfestare la casa dai fantasmi finisce decisamente male, Taylor non potrà cantare ed Ally dovrà trovare il modo di superare la sua paura del palcoscenico per salvare la situazione, così approfitta del fatto che ha lo stesso costume di Taylor per esibirsi al posto suo senza che nessuno lo scopra. Alla fine Ally canta con Austin
- Guest star: Richard Whiten (Jimmy Starr), Cole Sand (Nelson), Troy Osterberg (Ethan), Tyler Cook (Alieno), Veronica Dunne (Emily), DeRick Walker (Danny)
- Canzoni presenti: "Don't Look Down" (Ross Lynch e Laura Marano)

## Ballerini e addii
- Titolo originale: Backups & Breakups
- Diretto da: Shelley Jensen
- Scritto da: Kevin Kopelow e Heath Seifert

### Trama
Austin e Ally credono che Trish e Dez si stiano frequentando, ma alla fine si scopre che condividono un segreto: Trish ha un nuovo fidanzato che si chiama Trent e Dez lo sa perché ha visto un film d'amore con loro. Infatti quando fanno le audizioni per il nuovo ballerino di Austin, Trish insiste perché Trent sia scelto dicendo che è il miglior ballerino. Trish, però, decide di mantenere segreta la loro relazione per non influenzare le decisioni di Austin, ma dopo il provino la verità verrà a galla. Ma quando Ally vede Trent uscire con un'altra ragazza, deve decidere se dire tutto a Trish oppure no. Così, con l'aiuto della madre, sceglie di dire la verità a Trish. Trent, allora, in preda al panico, sfida Austin in una gara di ballo hip-hop e naturalmente, vince Austin.
- Guest star: Trevor Jackson (Trent), Julia Campbell (Penny, madre di Ally), Mike McCafferty (Mr. Conley), Jaida-Iman Benjamin (Becky), Minor Terazza (Roger), Kallie Loudon (Ballerina), Christian Campos (concorrente)

## Riviste e bugie
- Titolo originale: Magazines & Made-Up Stuff
- Diretto da: Shelley Jensen
- Scritto da: Samantha Silver e Joey Manderino

### Trama
Trish cerca di ottenere la copertina di una famosa rivista inventando molti hobby estremi di Austin. Sarà un weekend molto impegnativo per i ragazzi che dovranno dimostrare che tutte le bugie sono vere a Megan, la giornalista della rivista che ha soltanto 10 anni, dal Kung Fu al Paintball estremo.
- Guest star: Aubrey K. Miller (Meagan Simms), Carrie Wampler (Brooke), Madison McMillin (Modella europea), Patrick J. Nicolas (chitarrista).
- Canzoni presenti: Who I Am

## Genitori e punizioni
- Titolo originale: Parents & Punishments
- Diretto da: Shelley Jensen
- Scritto da: Steve Freeman e Aaron Ho

### Trama
Ally vuole prestare alla banda della scuola gli strumenti per sostituire quelli andati persi con l'alluvione, ma per errore si pensa che siano stati donati. Così organizza una raccolta fondi per ricomprare gli strumenti prima che il padre se ne accorga. Austin vorrebbe aiutarla con un'esibizione, ma è in castigo per i brutti voti a scuola.
- Guest star: Andy Milder (Lester Dawson), Cole Sand (Nelson), Monica Smith (sig.ra. Ingram), Jill Benjamin (Mimi Moon), John Henson (Mike Moon), Aubrey K. Miller (Megan Simms)
- Canzoni presenti : Better Together (versione acustica), Heart Beat (versione acustica)
- Nota. L'episodio è stato trasmesso in Prima TV il 22 settembre 2013, alle 12:45. Viene ritrasmesso il 26 ottobre alle 15:50 e 20:45 senza essere stato preceduto da alcun promo e senza la scritta nell'angolo superiore destro "Nuovo Episodio". Viene replicato il 5 novembre alle 19:40 e infine viene ritrasmesso, però col promo e con la scritta nell'angolo superiore destro "Nuovo Episodio" il 22 novembre 2013 come se fosse in Prima TV.

## Piagnucoloni e colonia
- Titolo originale: Crybabies e Cologne
- Diretto da: Shelley Jensen
- Scritto da: Luisa Leschin

### Trama
Trent torna alla carica. Inizialmente cerca di farsi perdonare dai quattro amici, ma poi si rivela per quello che realmente è: un imbroglione. Presto ruba la nuova canzone di Austin e Ally, copia il primo video ideato da Dez e guadagna successo sul web come T-Fame, acerrimo rivale di Austin.
- Guest star: Trevor Jackson (Trent), Brandon J. Sornberger (Signore delle api), Alexander Walsh (Dex), Renee Percy (Wanda Watson), Michael McCafferty (Signor Conley), Claudia DiFolco (Conduttrice dell'Entertain Me Tonight)
- Canzoni presenti: Got It 2

## Grandi sogni e grandi mele
- Titolo originale: Big Dreams & Big Apples
- Diretto da: Bob Koherr
- Scritto da: Wayne Conley
- Canzoni presenti: Can You Feel It, Christmas Soul, Face To Face (Ross Lynch)

### Trama
Austin, Ally, Dez e Trish vanno a New York, dove Austin deve esibirsi a Times Square a Capodanno. Però il viaggio non andrà molto bene: l'aereo ha dei problemi meccanici e dovrà fermarsi a Philadelphia. Ben presto trovano una soluzione e decidono di prendere un taxi a New York, ma vengono cacciati dall'autista perché non possono permettersi il biglietto. La sicurezza non permetterà che la banda rimanga per le vie affollate, così entrano in casa Ross con Jessie ed Emma che è una sua grande fan. Per fortuna, Jessie si presenta con un brano efficace per far esibire Austin in tempo. Nel frattempo, Jessie lascia la banda a rimanere nel loro appartamento, nella speranza che Austin registrerà una delle sue canzoni e di trasformarla in un grande successo, i ragazzi incontrano anche il resto della famiglia Ross: Luke, Ravi, Zuri e il maggiordomo, Bertram.
- Nota: Si tratta della prima parte di un crossover natalizio di un'ora con la serie Jessie, chiamato Austin & Jessie & Ally: Tutti insieme per Capodanno!, a volte nella programmazione riconosciuto anche come Tutti insieme e tanti auguri. La seconda parte, considerata come episodio di Jessie, è chiamata Una tata a Miami. La sigla dell'episodio speciale comprende sia i personaggi della serie Austin & Ally che quelli di Jessie.
- Cast di Jessie: Debby Ryan (Jessie Prescott), Cameron Boyce (Luke Ross), Karan Brar (Ravi Ross), Skai Jackson (Zuri Ross), Peyton List (Emma Ross), Kevin Chamberlin (Bertram), Frank (Mrs. Kipling)
- Guest star: Jill Basey (Anziana passeggera), Ryan Bollman (Tommy Clarkson), Jet Jurgensmeyer (Stevie), James McMann (passeggero), Patrick J. Nicolas (chitarrista), J.R. Nutt (Tim), Justin Uretz (Poliziotto), Anna Vocino (Cheeri), Richard Whiten (Jimmy Starr), Aaron Brumfield (Tassista)

## Cuor leggero e alito pesante
- Titolo originale: Ferris Wheels & Funky Breath
- Diretto da: Rich Correll
- Scritto da: Steve Freeman e Aaron Ho

### Trama
La Star Record vuole girare un nuovo music video per Austin con Dez come regista. Come attrice viene ingaggiata Kira, una splendida ragazza con un forte problema di alitosi. Purtroppo è la figlia di Jimmy Star e non può essere licenziata e Austin dovrà affrontare presto la scena del bacio.
- Guest star: Kiersey Clemons (Kira), Richard Whiten (Jimmy Starr), Andy Milder (Lester Dawson), Sophia Cruise (Sydney (bambina con il lecca-lecca))
- Canzoni presenti: No Ordinary Day

## Fidanzate e amiche
- Titolo originale: Girlfriends & Girl Friends
- Diretto da: Shelley Jensen
- Scritto da: Samantha Silver e Joey Manderino

### Trama
Austin vuole uscire con Kira, che però pensa che tra lui ed Ally ci sia qualcosa. Così Austin decide di organizzarle l'appuntamento perfetto per provarle che non è come pensa. Chiede aiuto ad Ally che però, aiutandolo nei preparativi, capisce di provare qualcosa per lui.
- Guest star: Kiersey Clemons (Kira), Russ Marchand (Jett Deely), Stefan Niemczyk (Vinny)
- Canzoni presenti: No Ordinary Day

## Un rivale per Austin
- Titolo originale: Campers & Complications
- Diretto da: Shelley Jensen
- Scritto da: Rick Nyholm

### Trama
Quando il vecchio amico di campeggio di Ally, Elliot, arriva a Miami per farle visita, i due passano molto tempo insieme per ricordare i vecchi tempi. Austin, che in questo momento esce con Kira, scopre però di essere geloso dell'amicizia tra Ally e Elliot. Nel corso dell'episodio, Austin scoprirà di essere innamorato di Ally ma, contemporaneamente, cercherà di capire di chi sia veramente innamorato tra Ally e Kira. Diventa estremamente competivo con Elliot, ma Kira ne capisce il motivo e dice ad Austin di scoprire in fretta di chi sia innamorato tra le due. Alla fine dell'episodio Trish e Dez, dopo una serie di eventi per cui hanno passato molto tempo insieme, giocano a morra cinese, mentre Austin e Ally suonano insieme il piano guardandosi con intensità.
- Guest Star: Cody Allen Christian (Elliot), Kiersey Clemons (Kira)

## Istinto e razionalità
- Titolo originale: Chapter & Choices
- Diretto da: Shelley Jensen
- Scritto da: Kevin Kopelow e Heath Seifer

### Trama
Quando la mamma di Ally torna a Miami per promuovere il suo libro, Ally finalmente trova il coraggio di superare il suo panico da palcoscenico e di esibirsi in un duetto con Austin. Austin intanto sceglie Kira perché ha paura che la sua relazione amorosa con Ally non possa essere tanto solida. Intanto Ally li spia e rimane offesa. Austin dice a Kira che ha scelto lei ma Kira gli dice che ci deve pensare. Quando Austin e Ally finiscono l'esibizione si baciano e Trish e Dez li vedono stupiti. Austin capisce che è Ally la sua anima gemella, ma subito dopo arriva Kira contenta e, rivolgendosi ad Austin, gli dice che accetta di diventare la sua ragazza.
- Guest star: Kiersey Clemons (Kira), Julia Campbell (Penny, la mamma di Ally), Andy Milder (Lester Dawson)
- Canzoni presenti: You Can Come to Me (Ross Lynch e Laura Marano)

## Partner e paracadute
- Titolo originale: Partners and Parachutes
- Diretto da: Shelley Jensen
- Scritto da: Kevin Kopelow e Heath Seifer

### Trama
Austin capisce chiaramente di voler stare con Ally, ma deve prima lasciare Kira; la cosa per lui è molto difficile, perché potrebbe ferire i suoi sentimenti e anche rovinare il rapporto con Jimmy Starr; ma quando finalmente riesce a mollarla, Megan, la giornalista, li fotografa mentre si abbracciano, complicando le cose.
Nel frattempo, i genitori di Ally organizzano una festa per la figlia che ha superato la paura del palcoscenico, e Austin per conquistare Ally decide di regalarle un pianoforte che scende da un paracadute, ma ad un certo punto il piano cade rovinando la festa e Ally è sempre più arrabbiata con Austin. Lui rassegnato va nella stanza della musica e trova nel biglietto del quaderno di Ally una canzone dedicata a lui, questo gli fa capire che nonostante tutto lo ama ancora; quindi davanti a tutti i presenti canta la canzone e si mettono ufficialmente insieme.
- Guest star: Kiersey Clemons (Kira), Julia Campbell (Penny, la mamma di Ally), Andy Milder (Lester Dawson), Aubrey K. Miller (Megan Simms), Richard Whiten (Jimmy Starr)
- Canzoni presenti: I Think About You (Ross Lynch)
- Nota: questo episodio è la continuazione di quello precedente.

## Amici stravaganti e fan di fiction
- Titolo originale: Freaky Friends & Fan Fiction
- Diretto da: Eric Dean Seaton
- Scritto da: Rick Nyholm

### Trama
Dez compra una macchina da scrivere magica che andrà nelle mani del suo acerrimo nemico Chuck che combinerà di tutto e di più.
- Guest star: Michael D. Cohen (sig. Gower), John Paul Green (Chuck), Andy Milder (Lester Dawson), Cassidy Ann Shaffer (Cheerleader), Jamison Yang (sig. Wu)

## Coppie e carriere
- Titolo originale: Couples and Careers
- Diretto da: Eric Dean Seaton
- Scritto da: Teresa Ingram

### Trama
Austin e Ally devono comporre una nuova canzone per un film di animazione, ma ora che stanno insieme, sembra che si prosciughi la vena compositiva e li mette in imbarazzo. Dez e Trish girano un video insieme per vincere un concorso che mette in palio la prima del film Zalieni 8. Austin e Ally decidono alla fine di rimanere solo amici e Trish e Dez vincono la prima.
- Guest star: Matt Cook (Al il magnifico), Mark Gagliardi (sig. Hyde)
- Canzoni presenti: Butch & Bitey Song (Ross Lynch e Laura Marano)

## Spa e spezie
- Titolo originale: Spas & Spices
- Diretto da: Adam Weissman
- Scritto da: Luisa Leschin

### Trama
Trish invita Ally ad alcuni trattamenti spa, per una sessione di foto. Però, accade un disastro quando Ally beve un succo di gramigna, che fa diventare i denti verdi, i capelli gonfi e con loro altri effetti.
Dez nel frattempo sfida Chuck, il suo acerrimo nemico a cucinare il Chili. Austin fa accidentalmente cadere la collana della nonna di Ally nel pentolone, ma prima del giudizio dei giudici riescono a trovarlo.
- Guest star: John Paul Green (Chuck), Brandon Gibson (capo dei giudici), Anastasia Basil (Madame Trinka), Cole Sand (Nelson), Richard Whiten (Jimmy Starr)

## Audizioni e contratti
- Titolo originale: Solos & Stray Kitties"
- Diretto da: Shelley Jensen
- Scritto da: Joey Manderino e Samantha Silver

### Trama
Trish procura ad Ally un'audizione come cantante per una nuova etichetta. Ally vince il provino. Purtroppo scopre che non sarà una cantante solista ma parte del gruppo delle “Micette Sperdute”. Il contratto è blindatissimo e Trish lo ha fatto firmare ad Ally senza neppure leggerlo…
- Guest star: Skyler Vallo (Micetta Country), Kimberly Whalen (Micetta Glamour), Saidah Arrika Ekulona (Val)
- Canzoni presenti: Pillow Fight (Micette Sperdute), You Can Come to Me (Laura Marano)

## Canzoni maschili e distintivi
- Titolo originale: Boy Songs & Badges
- Diretto da: Eric Dean Seaton
- Scritto da: Kevin Kopelow e Heath Seifert

### Trama
Austin deve presentare una nuova canzone ad uno show e decide di scrivere i testi dato che Ally, impegnata per il suo demo, non lo può aiutare. Scopre presto di non avere la stoffa dell'autore e, disperato, si ispira al manuale dei Pioneer Ranger: i giovani esploratori con cui Trish è impegnata come volontaria
- Guest star: Cole Sand (Nelson), Russ Marchand (Jett Deely), Devan Leos (JJ De la Rosa)
- Canzoni presenti: Pioneer Rangers Songs (Ross Lynch)

## Grossi guai e piccoli bluff
- Titolo originale: Tracks & Troubles
- Diretto da: Sean Lambert
- Scritto da: Steve Freeman e Aaron Ho

### Trama
Jimmy Starr, ascoltando la canzone di Ally, vuole che la ceda a Kira per cantarla. Ally rifiuta perché la canzone è troppo personale. Inoltre i ragazzi si ritrovano nella sala d'incisione e cancellano per sbaglio un pezzo di Kira. Jimmy, pensando che Austin voglia sabotare la carriera della ragazza, annulla il suo contratto. Ally decide allora di cedere la canzone a Kira per salvare Austin, ma una volta sul palco Kira fa un gesto inatteso.
- Guest star: Kiersey Clemons (Kira Starr), Richard Whiten (Jimmy Starr)
- Canzoni presenti: Elevator Doors (Kiersey Clemons), Finally Me (Laura Marano)

## Video virali e un pessimo modo di ballare
- Titolo originale: Viral Videos & Very Bad Dancing
- Diretto da: Shannon Flynn
- Scritto da: Luisa Leschin

### Trama
Ally, candidata tra i Future Five come migliore star emergente, deve girare e postare online un video e, in base ai voti, verrà decretato il vincitore del premio. Ally decide così realizzare un video dance in cui canta e balla ma i suoi amici, vedendo quanto sia negata, cercano di farla desistere. Ally però non demorde e alla fine realizza un video in cui il suo modo di ballare diventa un vero e proprio tormentone.
- Guest star: Arturo Del Puerto (Jean Paul-Jean), Janelle Marie (Ballerina), Duncan Tran (B-Boy), Morgan Larson (ballerino), Josh Ventura (ballerino), Travis Wong (ballerino)
- Canzoni presenti: The Ally Way (Laura Marano ft. Ross Lynch, Raini Rodriguez, Calum Worthy)

## Giudici e canzoni rubate
- Titolo originale: Tunes & Trials
- Diretto da: Shelley Jensen
- Scritto da: Samantha Silver e Joey Manderino

### Trama
Austin decide di scrivere da solo il testo della sua nuova canzone ed è un successo immediato. Il testo è una dichiarazione d'amore e Trish chiede ad Austin a chi è dedicata. Austin nega di averla scritta per qualcuna in particolare. Peccato che la verità venga a galla quando Val, produttrice delle “Micette Sperdute”, cita Austin per plagio, sostenendo di essere l'autrice della canzone.
- Guest star: Kiersey Clemons (Kira Starr), Carrie Wampler (Brooke), Madison McMillin (Modella europea), Saidah Arrika Ekulona (Val), Gregg Daniel (Giudice)
- Canzoni presenti: Steal Your Heart (Ross Lynch)

## Festival mondiale e fiera delle invenzioni
- Titolo originale: Future Sounds & Festival Songs
- Diretto da: Shelley Jensen
- Scritto da: Francisco Angones e Amy Higgins

### Trama
Austin deve comporre una nuova canzone per il Festival Musicale Mondiale. Alla Fiera delle Invenzioni trova un nuovo apparecchio che produce musica, il Tune Pro 3000, e cerca di convincere Ally ad usarlo per scrivere canzoni, ma lei vuole continuare a scriverle come hanno sempre fatto.
Dopo, una scossa provocherà ad Austin un sogno nel futuro, dove non c'è più divertimento, niente colori, e tutto è comandato dalle macchine (il Tune Pro 21 milioni).
Quando si sveglierà sarà felice di essere tornato nel presente, con il grande desiderio di scrivere le canzoni alla vecchia maniera con Ally.
- Guest star: Richard Whiten (Jimmy Starr), Cole Sand (Nelson)
- Canzoni presenti: Timeless (Ross Lynch)

## Cheerleader e giocatori di basket
- Titolo originale: Sports & Sprains
- Diretto da: Shelley Jensen
- Scritto da: Wayne Conley

### Trama
Dez vuole entrare a far parte delle cheerleader e Austin vuole entrare nelle squadra di Basket. Trish scopre che lo studente con più spirito vince 1000 dollari.
Dez incontra Chuck che vuole anche lui far parte delle cheerleader e si sfidano. Nel frattempo Jimmy chiede al team Austin di partecipare ad un concerto e Dez gli chiede di assistere alla partita di Austin. Alla fine della partita Austin si infortuna e allora Jimmy fa cantare Austin appeso a dei fili facendo credere alla gente che non si muove per sembrare una marionetta. Dez perde contro Chuck e Trish vince 1000 dollari ma per sua sfortuna sotto forma di lamantino (il simbolo della scuola).
- Guest star: John Paul Green (Chuck), Richard Whiten (Jimmy Starr), Cassidy Ann Shaffer (Kimmy), Gui DaSilva-Greene (Ballerino), Ashley Leilani (Cheerleader), Chelsea O'Toole (Cheerleader)
- Canzoni presenti: Living in the Moment (Ross Lynch)

## Barboni da spiaggia e gingilli
- Titolo originale: Beach Bums & Bling
- Diretto da: Sean K. Lambert
- Scritto da: Wayne Conley

### Trama
Austin ha una paga alta e compra a Dez un camioncino, a Trish un chiosco, e a Ally delle scarpe di cristallo ispirate alla sua favola preferita. Un giorno incontra il suo idolo di quando era piccolo, Jackson Lowe, che ormai è diventato un barbone così con l'aiuto di Dez, Austin cerca di aiutarlo, così lo fa cantare insieme a lui ma non tutto filerà liscio. Intanto Trish assume Bonnie che non si rivelerà la dipendente perfetta, Ally invece avrà problemi con le scarpe di cristallo e si farà trasportare sulle spalle da Austin per tutto il centro commerciale.
- Guest star: Paul Zies (Jackson Lowe), Amanda Leighton (Bonnie)
- Canzoni presenti: I Got That Rock N' Roll (Ross Lynch)

## Famiglia e faide
- Titolo originale: Family & Feuds
- Diretto da: Craig Wyrick-Solari
- Scritto da: Rick Nyholm

### Trama
Austin, Ally e Trish vengono invitati da Dez, suo padre e sua madre, alla festa di compleanno di Didì, sorella minore di Dez. Durante la festa Didì presenta il suo fidanzato che si scoprirà essere Chuck. Dez, non accettando il fidanzamento della sorella con il suo nemico, con l'aiuto di Austin, Trish e Ally fa litigare i due però Didì ne soffrirà molto. Dez si chiede se riuscirà a superare l'odio verso il suo nemico per amore della sorella.
- Guest star: John Paul Green (Chuck), Jamie Kaler (Dennis), Vicki Lewis (Donna), Galadriel Stineman (Didi)
- Canzoni presenti: I Think About You (in radio), Better Than This (strumentale)

## Settimana di Moon e mentori
- Titolo originale: Moon Week & Mentors
- Diretto da: Ken Ceizler
- Scritto da: Steve Freeman e Aaron Ho

### Trama
Austin e Ally vengono chiamati come coach di un talent show per voci nuove in una settimana dedicata proprio ad Austin Moon. Ally decide di puntare su una concorrente che in apparenza è un'outsider, ma è sicura di vedere in lei delle potenzialità. Trish e Dez, tra il pubblico, cercano di attirare l'attenzione della telecamera con dei cartelli, per apparire in TV.
- Guest star: Sabrina Carpenter (Lucy), Chloe Bailey (Chloe), Halle Bailey (Halle), Russ Marchand (Jett Deely), Arturo Del Puerto (Jean Paul-Paul Jean), Saidah Arrika Ekulona (Val), Janelle Marie (Ballerina), Maddie Simpson (Agnes), Tyler Shamy (Clayton).
- Canzoni presenti: Break Down The Walls (cover di Agnes), The Way That You Do (cover di Clayton), Who I Am (cover di Lucy), I Got That Rock N' Roll (Ross Lynch), Unstoppable (Chloe e Halle)

## Verità nascoste e rock-umentari
- Titolo originale: Real life & Reel life
- Diretto da: Shelley Jensen
- Scritto da: Samantha Silver e Joey Manderino

### Trama
Trish e Dez vogliono girare un rock-umentario, che ripercorra tutte le tappe della carriera di Austin&Ally. Durante le riprese però verranno a galla due grossi segreti: Ally che voleva finire la collaborazione musicale con Austin e quest'ultimo che quando Ally superò la sua paura s'incontrò con un'altra compositrice di canzoni. Questi due segreti creeranno una forte lite e tensione tra i due che comprometterà anche la loro amicizia. Dez&Trish cercano di far riappacificare i loro amici.
- Guest star: Tamiko Brownlee (Ninja #1), Travis Wong (Ninja #2)
- Canzoni presenti: Lost His Voice Song (Ross Lynch e Laura Marano, Raini Rodriguez e Calum Worthy), You Can Come to Me (Ross Lynch e Laura Marano)

## Nuovi inizi e addii
- Titolo originale: Fresh Starts & Farewells
- Diretto da: Shelley Jensen
- Scritto da: Kevin Kopelow e Heath Seifert

### Trama
Austin si prepara ad affrontare il suo primo tour in cui lo accompagneranno Ally, Trish e Dez e la prima tappa è proprio Miami. Qui Ally aprirà il suo tour esibendosi e viene notata dal capo di una casa discografica: Ronnie Ramone della Ramone Records che le offre un contratto discografico. Se accettasse però Ally dovrebbe rinunciare al tour con i suoi amici, in particolar modo con Austin con la quale teme che i sentimenti possono cambiare in quei mesi.
Alla fine Ally decide di non partire e va alla partenza del pullman per salutare i suoi amici, specie Austin. Egli, incapace di rivelargli i propri sentimenti, gli lascia una busta (della quale non viene svelato il contenuto). Austin sale sul bus e i due si salutano malinconici.
- Guest star: Richard Whiten (Jimmy Starr), Sunkrish Bala (Roger Dunlap), Joe Rowley (Ronnie Ramone), Chase McGuire (batterista)
- Canzoni presenti: The Me That You Don't See (Laura Marano), Better Than This (Ross Lynch), Illusion (Ross Lynch)